# Robert Grosvenor (1er baron Ebury)
Pour les articles homonymes, voir Robert Grosvenor.
Robert Grosvenor, 1er baron Ebury (24 avril 1801 – 18 novembre 1893), est un homme politique Whig. Il sert en tant que Contrôleur de la maison entre 1830 et 1834 et en tant que Trésorier de la maison entre 1846 et 1847. En 1857, il est anobli en tant que baron Ebury.

## Famille et éducation
Il est le troisième fils de Robert Grosvenor (1767-1845) et sa femme Eleanora, fille de Thomas Egerton (1er comte de Wilton). Il est le frère cadet de Richard Grosvenor (2e marquis de Westminster) et Thomas Egerton (2e comte de Wilton), qui succède à son grand-père maternel comme comte de Wilton en 1814, tandis que Hugh Lupus Grosvenor, 1er duc de Westminster et Richard Grosvenor (1er baron Stalbridge) sont ses neveux. Il fait ses études à l'École de Westminster et Christ Church (Oxford).

## Carrière politique
En 1821, est élu au Parlement pour Shaftesbury, un siège qu'il occupe jusqu'en 1826, puis est élu à Chester jusqu'en 1847. Lorsque les Whigs arrivent au pouvoir en novembre 1830, avec Lord Grey, Grosvenor est nommé contrôleur de la maison et est admis au Conseil Privé. Il conserve cette charge lorsque Lord Melbourne devient premier ministre en juillet 1834. Le gouvernement Whig tombe en novembre de la même année et Grosvenor ne reste pas sous le deuxième gouvernement de Lord Melbourne. Toutefois, lorsque les Whigs sont réélus en 1846 avec Lord John Russell, il est trésorier de la maison, où il est resté jusqu'à sa démission en juillet 1847. L'année suivante, il est réélu au Parlement pour le comté de Middlesex, un siège qu'il occupe jusqu'en 1857. Cependant, il n'est jamais retourné au gouvernement. En septembre 1857, il est élevé à la pairie en tant que baron Ebury, de Ebury dans le comté de Middlesex.
En dehors de sa carrière politique Lord Ebury est un militant actif au sein de l'Église d'Angleterre, et est le fondateur et président de la société pour la "révision du livre de prière". Il est également impliqué dans le mouvement dirigé par Anthony Ashley-Cooper (7e comte de Shaftesbury) pour la diminution du temps de travail. A la fin de sa vie, il s'oppose à William Ewart Gladstone sur la question du Home Rule (Irlande). En septembre 1893, à l'âge de 92 ans, Lord Ebury vote contre le deuxième Home Rule Bill.
Lord Ebury est également un fervent partisan de l'Homéopathie et de la doctrine médicale introduite par le médecin allemand Samuel Hahnemann. Il est un protecteur de l'hôpital homéopathique de Bloomsbury Square, à Londres, dont il est président du conseil. Il prend la défense de cette pratique au Parlement.

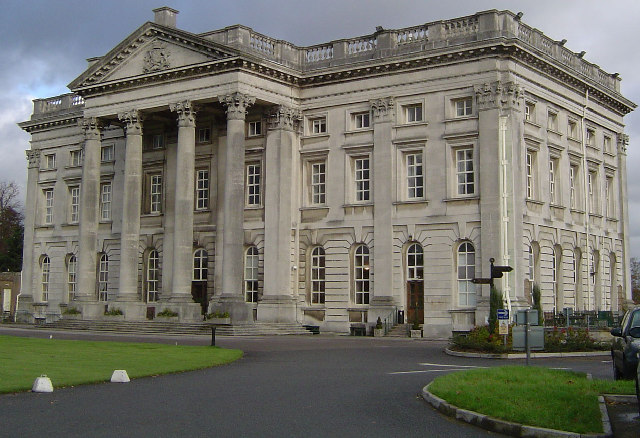
Le manoir d'Ebury à Moor Park

En 1860, Lord Ebury dirige une entreprise avec la Great Western Railway pour construire le chemin de fer de Watford, près de son manoir à Moor Park, à Uxbridge dans le Buckinghamshire. Ce chemin de fer n'a jamais réalisé de bénéfice et finalement fermé en 1952, mais il a depuis été transformé en piste cyclable qui porte son nom, la Ebury Façon.

## Mariage et descendance
Lord Ebury épouse Charlotte Arbuthnot Wellesley, fille aînée de Henry Wellesley, 1er baron Cowley, en 1831. Ils ont cinq fils et deux filles. L'un des fils, Norman Grosvenor, représente Chester au Parlement. Lord Ebury est décédé en novembre 1893, à l'âge de 92 ans, et est remplacé comme baron par son fils aîné Robert Grosvenor (2e baron Ebury).